# Manuel Cañadas
Manuel de Jesús Cañadas (San Miguel; 12 de noviembre de 1947) es un futbolista retirado de El Salvador.

## Trayectoria
Jugó la mayor parte de su carrera en Atlético Marte, pero también tuvo etapas en Alianza y Luis Ángel Firpo, así como en Guatemala con Antigua.

## Clubes
| Club               | País        | Año       |
| ------------------ | ----------- | --------- |
| Atlante San Alejo  | El Salvador | 1964-1965 |
| Atlético Marte     | El Salvador | 1965-1972 |
| Antigua Guatemala  | Guatemala   | 1972-1973 |
| Juventud Olímpica  | El Salvador | 1973-1974 |
| Alianza            | El Salvador | 1974-1975 |
| Luis Ángel Firpo   | El Salvador | 1975-1976 |
| Atlético Marte     | El Salvador | 1976-1978 |
| Platense Municipal | El Salvador | 1978-1980 |

## Palmarés

### Títulos nacionales
| Título           | Equipo         | País        | Año     |
| ---------------- | -------------- | ----------- | ------- |
| Primera División | Atlético Marte | El Salvador | 1968-69 |
| Primera División | Atlético Marte | El Salvador | 1970    |